# Couvrot
Couvrot é uma comuna francesa na região administrativa do Grande Leste, no departamento de Marne. Estende-se por uma área de 8.05 km², e possui 829 habitantes, segundo o censo de 2018, com uma densidade de 100 hab/km².